# إسماعيل عبد النبي المرهون
إسماعيل عبد النبي إسماعيل المرهون (ولد في 16 سبتمبر 1958 في المحرق، البحرين) محاسب وسياسي ورجل أعمال بحريني.

## النشأة والتعليم
ولد المرهون في 16 سبتمبر 1958.
حصل على دبلوم في الإدارة من كلية الخليج للتكنولوجيا بالبحرين في عام 1980. ثم حصل على بكالوريوس في المحاسبة من جامعة بيروت العربية من لبنان في عام 1983. ثم حصل على دبلوم عال في الضرائب الدولية من جامعة ساوثرن ميثوديست بالولايات المتحدة في عام 1987. ثم حصل على ماجستير في الإدارة المالية من جامعة دندي باسكتلندا في عام 1995. ثم حصل على برنامج تطوير الإدارة التنفيذية من جامعة فرجينيا بالولايات المتحدة في عام 2004.
كما حضر أكثر من ثلاثين دورة والمشاركة في الكثير من المؤتمرات المتخصصة في المحاسبة والاقتصاد والإدارة داخل وخارج البحرين.

## المسيرة المهنية
عمل محاسب أول في وزارة المالية والاقتصاد الوطني من ديسمبر 1979 لغاية أكتوبر 1983. ترقى إلى مراقب النقدية والبنوك من نوفمبر 1983 لغاية ديسمبر 1994. ترقى إلى رئيس قسم السيولة والدين العام من يناير 1995 لغاية نوفمبر 1996. ترقى إلى مدير إدارة الحسابات من نوفمبر 1996 لغاية يناير 2007. نقل للعمل مدير إدارة تطوير الأنظمة المالية من فبراير 2007 لغاية 23 أبريل 2007. ترقى إلى وكيل الوزارة المساعد للموارد والمعلومات من 24 أبريل 2007.
كان عضو في مجلس إدارة الهيئة العامة لصندوق التقاعد ومجلس إدارة شركة البحرين لمواقف السيارات ومجلس إدارة مركز جوسلين للسكر المنتسب ولجنة التطوير الإداري والرقابة المالية والإدارية المعينة من قبل جلالة الملك (2002) وعضو جمعية المدققين والمحاسبين البحرينية ورئيس فريق المشتريات الحكومية ضمن لجنة التفاوض بشأن اتفاق التجارة الحرة مع الولايات المتحدة (2004).

## الحياة الشخصية
متزوج وأب لولدين وابنتين.